# مذهب تعبيري
في الأخلاقيات الفوقية، التعبيرية هي نظرية حول معنى اللغة الأخلاقية. وفقا للتعبيرية، الجمل التي تستخدم المصطلحات الأخلاقية -على سبيل المثال، "من الخطأ تعذيب إنسان بريء"- ليست وصفية أو بيان حقائق؛ المصطلحات الأخلاقية مثل "خطأ" أو "جيد" أو "عادل" لا تشير إلى خصائص حقيقية في العالم. الوظيفة الأساسية للجمل الأخلاقية، وفقًا للتعبيرية، ليست تأكيدًا أي أمر واقع، بل التعبير عن موقف تقييمي تجاه موضوع التقييم. ولأن وظيفة اللغة الأخلاقية غير وصفية، فإن الجمل الأخلاقية ليس لها أي شرط حقيقي. ومن ثم، فإن التعبيريين إما لا يسمحون بأن تكون للجمل الأخلاقية قيمة حقيقية، أو يعتمدون على فكرة الحقيقة التي لا تستجيب لأي شروط حقيقة وصفية مستوفاة للجمل الأخلاقية.